# Балгриффин
Балгриффин (англ. Balgriffin; ирл. Baile Ghrífín) — городской район Дублина в Ирландии, находится в административном графстве Дублин (провинция Ленстер).

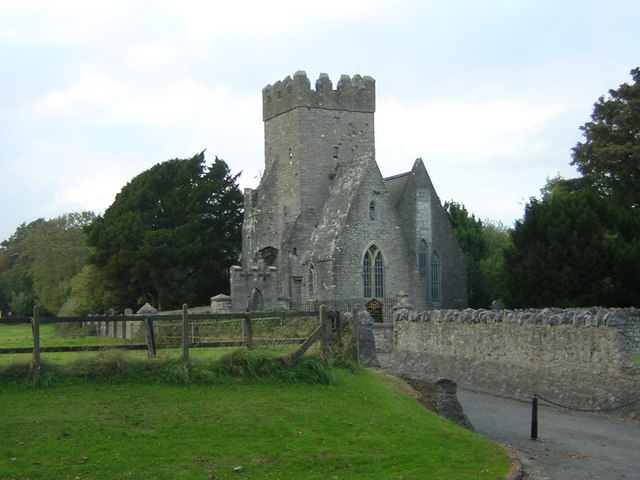
Церковь святого Дулагса

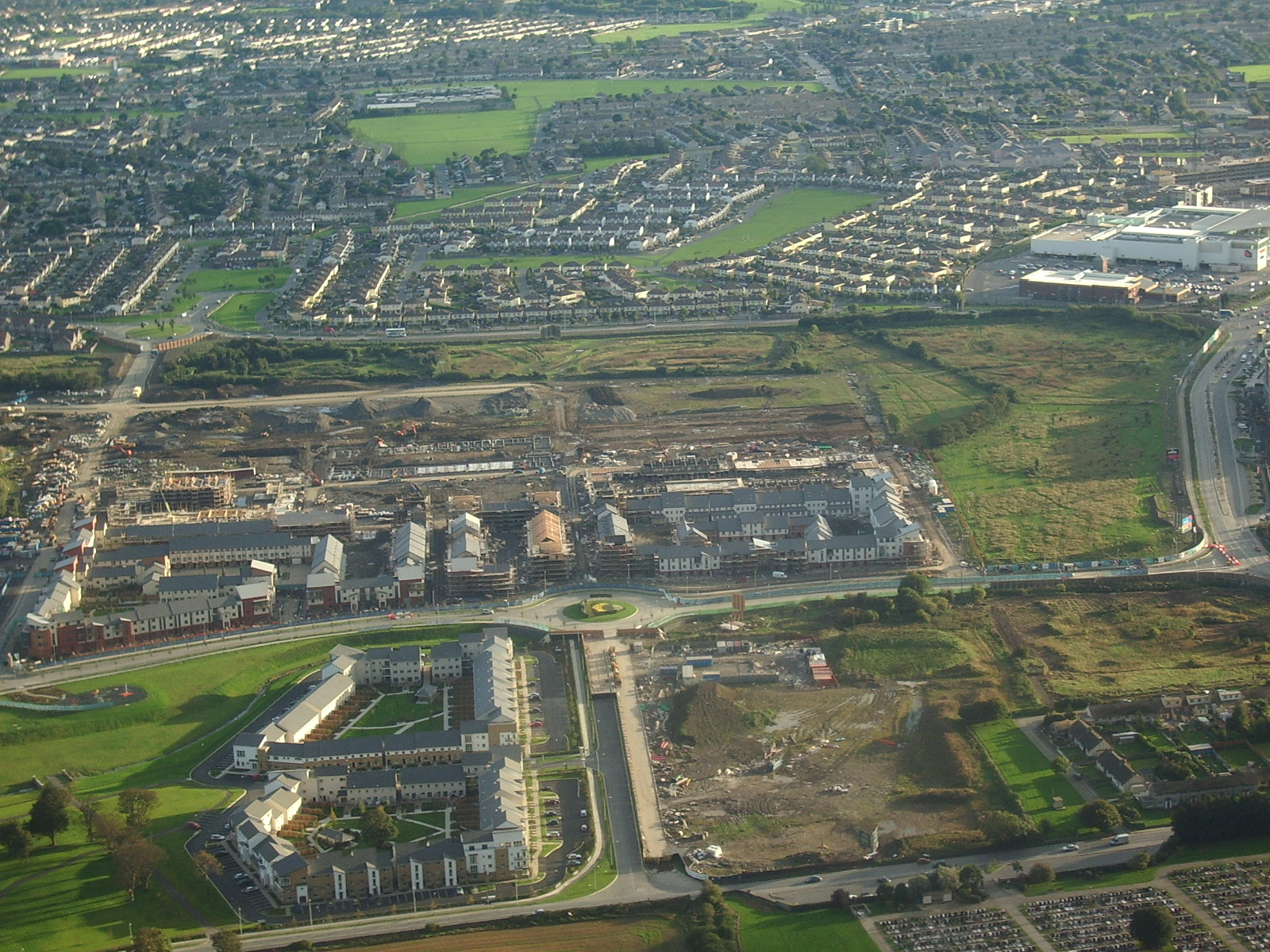

Первоначально деревня расположена на пересечении автодорог Malahide Road и Hole-in-the-Wall Road, ведущую в Донамид. В северной части расположены остатки поселения святого Дулагса (англ. St. Doulagh), в котором сохранилась церковь, построенная в XII веке, которая является последней из ныне действующих церквей с каменной крышей. Современное строительство ведётся в восточной и южной частях района.